# 阿尔塔蒙特 (南达科他州)
阿尔塔蒙特（英語：Altamont），是美国南达科他州下属的一座城市。海拔高度为1,850英尺（564米）。根据2010年美国人口普查，该市有人口34人。论人口在本州排行第290。